# Connettore BNC

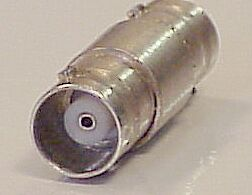
Barilotto di raccordo femmina-femmina.

Il connettore BNC è un tipo di connettore elettrico unipolare usato per l'intestazione di cavi coassiali. È stato progettato per mantenere la stessa impedenza caratteristica del cavo, con valori tipici di 50 ohm o 75 ohm.
Il nome è la sigla di Bayonet Neill Concelman, dal nome dei due inventori Paul Neill e Carl Concelman progettisti della statunitense Amphenol, e dal sistema utilizzato per l'innesto, definito innesto a baionetta.

## Funzionamento

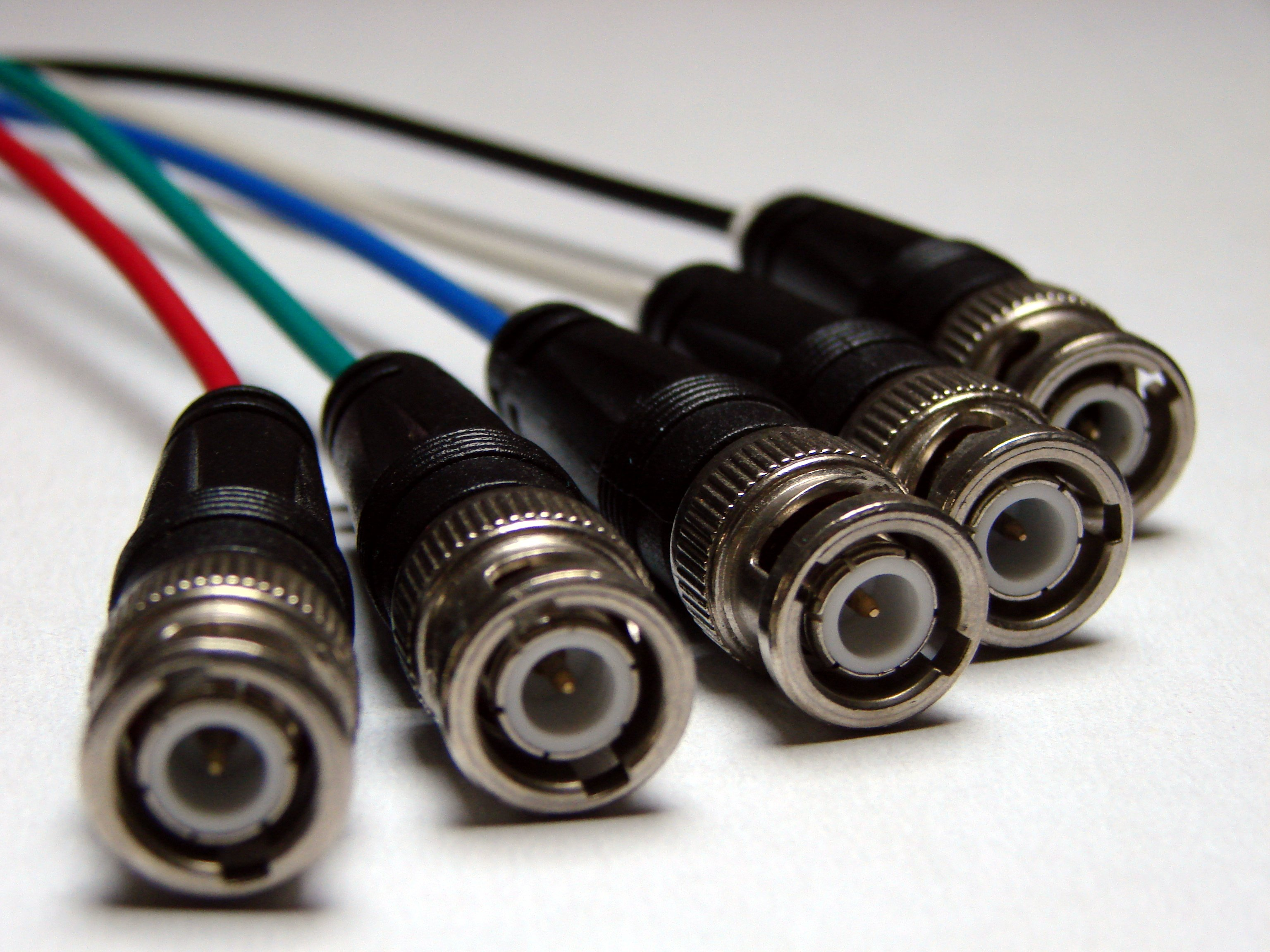
Cavi BNC attacchi maschi per connettere la scheda video al monitor

L'aggancio fra il connettore maschio e il connettore femmina si effettua rapidamente, ruotando di un quarto di giro la ghiera del connettore maschio intorno ai due perni, ricavati sulla ghiera del connettore femmina; l'unione così ottenuta risulta meccanicamente molto affidabile, anche grazie all'azione della molla contenuta all'interno del connettore maschio. Gli elementi del contatto elettrico possono esse placcati in argento o in oro, nel secondo caso si ha la massima garanzia di affidabilità nel tempo del contatto elettrico. L'elemento isolante, nei migliori modelli, è realizzato in Teflon. Il fissaggio al cavo coassiale può essere effettuato in due modi: il primo prevede solo una coppia di semplici chiavi e un saldatore a stagno, il secondo prevede l'utilizzo di una speciale pinza per poter crimpare il cavo sul connettore, questo secondo metodo risulta nel tempo più affidabile.

## Tipi
Oltre ai connettori terminali, la famiglia comprende le spine a T, che consentono di simulare una topologia a bus collegando nodi di una rete l'uno all'altro tramite tratti di cavo, in maniera simile, ma molto più semplice, a quanto avviene con le spine a vampiro usate nel cablaggio di reti 10Base5.

## Uso
I connettori BNC sono utilizzati nel cablaggio di reti 10Base2, ma anche in svariate applicazioni industriali. 
Il connettore di tipo BNC viene largamente utilizzato anche per cablare linee a radiofrequenza, ad esempio per collegare un apparecchio radio trasmettitore, ricevitore o ricetrasmettitore alla relativa antenna. Il connettore è adatto per linee con un'impedenza di 50 e 75 ohm.
Un altro impiego su larga scala dei connettori BNC è nei cablaggi di segnali video professionali, dove il cavo coassiale è utilizzato per trasmettere un segnale video sia composito che digitale (Serial Digital Interface), oppure a componenti con tre cavi di uguale lunghezza; in questo tipo di applicazione si usano cavi con impedenza di 75 ohm. È adottato universalmente anche per l'ingresso e uscita di segnale, negli strumenti di misura elettronici, i quali adottano come standard l'impedenza di 50 ohm.